# Ніжна печера
Ніжна (рос. Нежная) — печера в Башкортостані, Росія. Печера комплексного (горизонтально-вертикального) типу простягання. Загальна протяжність — 278 м. Глибина печери становить 96 м. Категорія складності проходження ходів печери — 2А. Печера відноситься до Інзеро-Лемезенського підрайону Зилімо-Інзерського району Південної області Західноуральської спелеологічної провінції.